# MTV Video Music Awards 2011
Les MTV Video Music Awards 2011 ont eu lieu le 28 août 2011 au Nokia Theatre à Los Angeles. Ils honorent les meilleurs vidéoclips de l’année précédente. 
Le 21 juillet 2011, les nominations sont annoncées. Katy Perry, Adele, Kanye West et Nicki Minaj sont les artistes ayant récolté le plus de nominations, en récoltant neuf nominations, quatre pour E.T., trois pour Firework, une pour Teenage Dream et Last Friday Night (T.G.I.F.). Quant à Kanye West, il reçoit quatre nominations pour All of the Lights et trois pour Power. Adele obtient quant à elle sept nominations avec sa chanson Rolling in the Deep. Nicki Minaj est la grande surprise de cette édition 2011, car elle obtient trois nominations dont deux pour son tube Super Bass et une pour Moment 4 Life en collaboration avec Drake. Eminem, Lady Gaga et Beyoncé suivent avec trois nominations chacun, puis Britney Spears avec deux nominations.
De nombreuses personnalités étaient présentes pour ce grand rendez-vous annuel. Parmi elles, Lady Gaga s'est produite sur scène pour ouvrir la cérémonie. Bruno Mars a rendu hommage à la reine de la musique soul Amy Winehouse morte en juillet dernier. Au total, onze artistes se sont produits sur la scène des VMA 2011 tels qu'Adele, Chris Brown, Britney Spears, Jessie J, Ne-Yo, Lil' Wayne, Pitbull...
Britney Spears a reçu un prix pour l'ensemble de sa carrière.

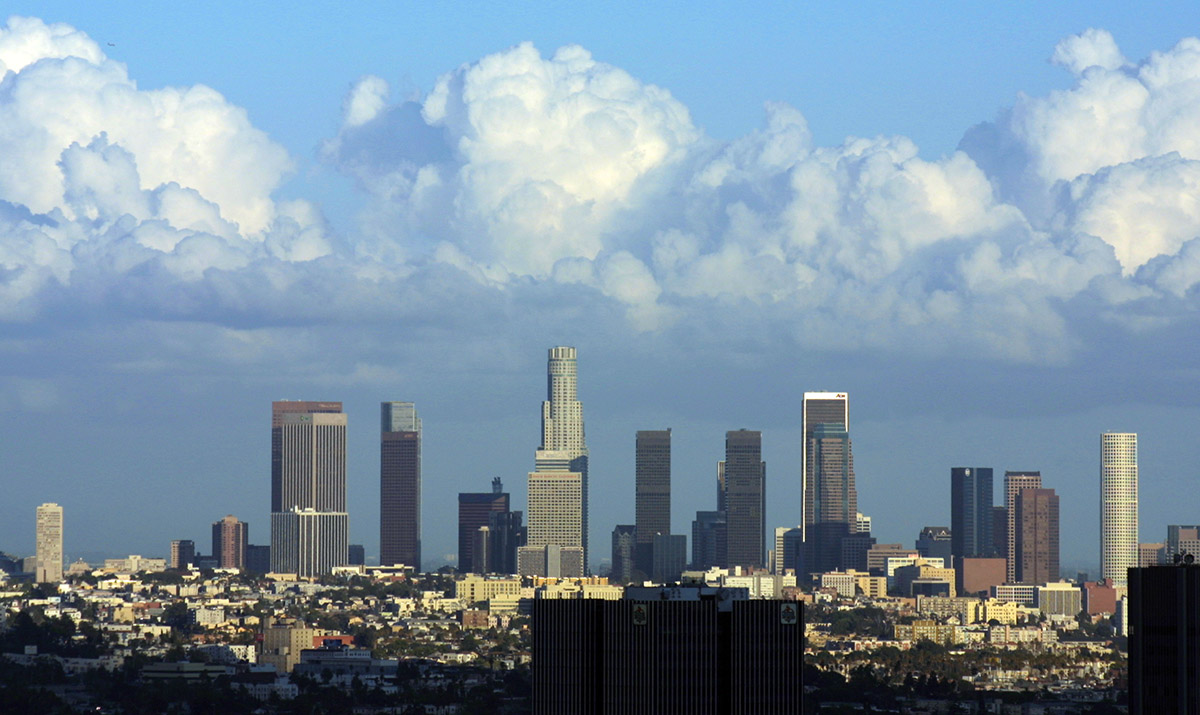
Los Angeles, Ville Hôte des MTV VMA 2011.

## Nominations

### Vidéo de l'année
Katy Perry - Firework
- Adele - Rolling in the Deep
- Beastie Boys - Make Some Noise
- Bruno Mars - Grenade
- Tyler, The Creator - Yonkers

### Meilleure vidéo masculine
Justin Bieber - U Smile
- Bruno Mars - Grenade
- Cee Lo Green - Fuck You!
- Eminem - Love The Way You Lie (feat. Rihanna)
- Kanye West - All of the Lights (feat. Rihanna & Kid Cudi)

### Meilleure vidéo féminine
Lady Gaga - Born This Way
- Adele - Rolling in the Deep
- Beyonce - Run the World (Girls)
- Katy Perry - Firework
- Lady Gaga - Born This Way
- Nicki Minaj - Super Bass

### Meilleur nouvel artiste
Tyler, The Creator - Yonkers
- Big Sean - My Last (feat. Chris Brown)
- Foster the People - Pumped Up Kicks
- Kreayshawn - Gucci Gucci
- Wiz Khalifa - Black & Yellow

### Meilleure vidéo pop
Britney Spears - Till the World Ends
- Adele - Rolling in the Deep
- Bruno Mars - Grenade
- Katy Perry - Last Friday Night (T.G.I.F.)
- Pitbull - Give Me Everything (feat. Ne-Yo, Nayer & Afrojack)

### Meilleure vidéo rock
Foo Fighters - Walk
- Cage The Elephant - Shake Me Down
- Foster the People - Pumped Up Kicks
- Mumford & Sons - The Cave
- The Black Keys - Howlin' For You

### Meilleure vidéo en collaboration
Nicki Minaj - Moment 4 Life (feat. Drake)
- Chris Brown - Look At Me Now (feat. Lil' Wayne & Busta Rhymes)
- Kanye West - All of the Lights (feat. Rihanna & Kid Cudi)
- Katy Perry - E.T. (feat. Kanye West)
- Pitbull - Give Me Everything (feat. Ne-Yo, Nayer & Afrojack)

### Meilleure vidéo hip-pop
Nicki Minaj - Super Bass
- Chris Brown - Look At Me Now (feat. Lil' Wayne & Busta Rhymes)
- Kanye West - All of the Lights (feat. Rihanna & Kid Cudi)
- Lil' Wayne - 6 Foot, 7 Foot
- Lupe Fiasco - The Show Goes On

### Meilleure chorégraphie dans une vidéo
Beyonce - Run the World (Girls)
- Britney Spears - Till the World Ends
- Bruno Mars - The Lazy Song
- Lady Gaga - Judas
- LMFAO - Party Rock Anthem (feat. Lauren Bennett & Goon)

### Meilleurs effets spéciaux dans une vidéo
Katy Perry - E.T. (feat. Kanye West)
- Chromeo - Don't Turn The Lights On
- Kanye West - Power (feat. Dwele)
- Linkin Park - Waiting For The End
- Manchester Orchestra - Simple Math

### Meilleure direction artistique dans une vidéo
Adele - Rolling in the Deep
- Death Cabe For Cutie - You Are A Tourist
- Kanye West - Power (feat. Dwele)
- Katy Perry - E.T. (feat. Kanye West)
- Lady Gaga - Judas

### Meilleure direction dans une vidéo
Beastie Boys - Make Some Noise
- Adele - Rolling in the Deep
- Thirty Seconds to Mars - Hurricane
- Eminem - Love The Way You Lie (feat. Rihanna)
- Katy Perry - E.T. (feat. Kanye West)

### Meilleure édition dans une vidéo
Adele - Rolling in the Deep
- Thirty Seconds to Mars - Hurricane
- Kanye West - All of the Lights (feat. Rihanna & Kid Cudi)
- Katy Perry - E.T. (feat. Kanye West)
- Manchester Orchestra - Simple Math

### Meilleure cinématographie dans une vidéo
Adele - Rolling in the Deep
- Thirty Seconds to Mars - Hurricane
- Beyonce - Run the World (Girls)
- Eminem - Love The Way You Lie (feat. Rihanna)
- Katy Perry - Teenage Dream

### Meilleure vidéo qui vehicule un message
- Lady Gaga - Born This Way
- Eminem - Love The Way You Lie (feat. Rihanna)
- Katy Perry - Firework
- P!nk - Fuckin' Perfect
- Rise Against - Make it Stop (September's Children)
- Taylor Swift - Mean

## Palmarès de la Cérémonie 2011
| Rangs | Awards remporté(s)   | Artistes récompensés | Clips récompensés     | Catégorie(s)                                                                                      |
| ----- | -------------------- | -------------------- | --------------------- | ------------------------------------------------------------------------------------------------- |
| 1ers  | 3 Video Music Awards | Katy Perry           | Firework E.T.         | "Vidéo de l'Année" "Meilleure Collaboration (avec Kanye West)" "Meilleurs effets spéciaux"        |
| 1ers  | 3 Video Music Awards | Adele                | Rolling in the Deep   | "Meilleure Édition" "Meilleure Cinématographie" "Meilleure Direction Artistique"                  |
| 2èmes | 2 Video Music Awards | Britney Spears       | Till The World Ends   | "Meilleure Vidéo Pop" "Michael Jackson MTV Video Vanguard Award" (Pour l'ensemble de sa carrière) |
| 2èmes | 2 Video Music Awards | Lady Gaga            | Born This Way         | "Meilleure Vidéo Féminine" "Meilleure Vidéo vehiculant un Message"                                |
| 3èmes | 1 Video Music Awards | Nicki Minaj          | Super Bass            | "Meilleure Vidéo Hip-Hop"                                                                         |
| 3èmes | 1 Video Music Awards | Beyonce              | Run the World (Girls) | "Meilleure Chorégraphie"                                                                          |
| 3èmes | 1 Video Music Awards | Justin Bieber        | U Smile               | "Meilleure Vidéo Masculine"                                                                       |
| 3èmes | 1 Video Music Awards | Tyler, The Creator   | Yonkers               | "Révélation de l'année"                                                                           |
| 3èmes | 1 Video Music Awards | Foo Fighters         | Walk                  | "Meilleure Vidéo Rock"                                                                            |
| 3èmes | 1 Video Music Awards | Beastie Boys         | Make Some Noise       | "Meilleure Direction"                                                                             |

## Performances

### Ouverture-Cérémonie
- Lady Gaga - "Yoü And I"

### Cérémonie
- Jessie J
- Kanye West & Jay-Z - "Otis"
- Pitbull & Ne-Yo - "Give Me Everything"
- Adele - "Someone Like You"
- Chris Brown - "Yeah 3x"
- Beyoncé - "Love On Top"
- Young the Giant - " My Body"
- Bruno Mars (Hommage à Amy Winehouse)
- Cobra Starship featuring Sabi - You Make Me Feel...

### Clôture-Cérémonie
- Lil' Wayne - "How To Love"

## Artistes & Personnalités présentes
- Vanessa Hudgens
- Nicki Minaj
- Britney Spears
- Wiz Khalifa
- Rick Ross
- Lady Gaga
- Selena Gomez
- Kim Kardashian
- Brian May
- Chris Brown
- Lil' Wayne
- Adele
- Justin Bieber
- Eminem
- Katy Perry
- Kanye West
- Taylor Swift
- Zoe Saldana
- Demi Lovato
- Miley Cyrus
- Kelly Rowland
- Jessie J
- Kreayshawn
- Kid Cudi
- Busta Rhymes
- Victoria Justice
- Katie Holmes
- Kat De Luna
- Taylor Lautner
- Jay-Z
- Kanye West
- Jonah Hill
- Bruno Mars
- Russel Brand
- Amber Rose
- Ne-Yo
- Pitbull
- Big Sean
- Lil Mama
- Jared Leto
- Foo Fighters
- Thirty Seconds to Mars
- Mark Pontius
- Mark Foster (en)
- Cubbie Fink
- Cobra Starship
- Joe Jonas
- LMFAO
- Jersey Shore (Cast)
- Tyler Hoechlin
- Teen Wolf (Cast)
- Awkward. (Cast)
- Paul Rudd
- Kevin Hart
- Tony Bennett
- Mika Newton
- Jimmy Bennett
- Shaun White
- Seth Rogen
- Dj Khaled